# Alfaroa costaricensis
Alfaroa costaricensis là một loài thực vật có hoa trong họ Óc chó. Loài này được Standl. mô tả khoa học đầu tiên năm 1927.